# تپه باستانی حیدرآباد
تپه باستانی حیدر آباد مربوط به دوران‌های تاریخی پس از اسلام دوره سلجوقیان است و در شهرستان نیشابور، بخش تخت جلگه، دهستان بینالود، روستای حیدرآباد واقع شده و این اثر در تاریخ ۲۳ بهمن ۱۳۸۵ با شمارهٔ ثبت ۱۷۳۷۶ به‌عنوان یکی از آثار ملی ایران به ثبت رسیده است.